# Liebigite
La liebigite (simbolo IMA: Lbi) è un minerale raro della classe dei "carbonati e nitrati" (precedentemente "carbonati, nitrati e borati") con la composizione chimica Ca2[UO2|(CO3)3] • (8+3)H2O ed è quindi chimicamente un carbonato di calcio uranile contenente acqua.

## Etimologia e storia
La liebigite fu trovata per la prima volta vicino a Edirne in Turchia e descritta nel 1848 da John Lawrence Smith, mentre era a servizio del sultanato turco; prende il nome da Justus von Liebig (sotto cui Smith aveva studiato, in Germania)
Il campione tipo del minerale è esposto all'American Museum of Natural History di New York City (Stati Uniti) con il numero di catalogo 16847.

## Classificazione
Nell'ormai obsoleta ottava edizione della sistematica minerale di Strunz, la liebigite apparteneva alla classe dei "carbonati, nitrati e borati" e lì alla sottoclasse dei "Carbonati acquosi con anioni estranei", dove veniva elencata insieme ad andersonite, bayleyite, metazellerite, rabbittite, rutherfordine, schröckingerite, sharpite, studtite, swartzite, voglite, wyartite e zellerite, con le quali forma il "gruppo dei carbonati di uranile" Vb/D.04.
Nella Sistematica dei lapis (Lapis-Systematik) di Stefan Weiß, che è stata rivista e aggiornata l'ultima volta nel 2018 e si basa ancora su questa classificazione classica di Strunz per considerazione dei collezionisti privati e delle collezioni istituzionali, al minerale è stato assegnato il sistema e il minerale nº V/F.02-70. In questa Sistematica ciò corrisponde anche alla classe dei "carbonati, nitrati e borati", ma anche alla sottoclasse "uranilcarbonati [UO2]2+ – [CO3]2-", dove la liebigite forma un gruppo indipendente, ma senza nome, insieme ad agricolaite, andersonite, bayleyite, čejkaite, fontanite, grimselite, leószilárdite, metazellerite, swartzite e zellerite.
Dalla revisione completa della sistematica dei minerali di Strunz nella 9ª edizione (2001), la classe minerale dei carbonati (e simili) è stata ulteriormente suddivisa e i borati formano una classe separata. Di conseguenza, la liebigite si trova nella classe minerale dei "5. Carbonati (nitrati)" e nella sottoclasse "5.E Carbonati di uranile"; questa è ulteriormente suddivisa in base al rapporto di quantità della sostanza del catione uranilico (UO2+2) e dell'anione carbonato (CO2−3), cosa che porta a elencare la liebigite nella suddivisione "5.ED UO2:CO3 = 1:3". La liebigite è l'unico membro di questa suddivisione a formare il gruppo senza nome 5.ED.20.
La classificazione dei minerali secondo Dana, che viene utilizzata principalmente nel mondo anglosassone, classifica la liebigite nella classe dei "carbonati, nitrati e borati", così come l'obsoleta sistematica di Strunz. Lì, tuttavia, la liebigite si trova nella divisione dei "Carbonati acquosi" e nella suddivisione degli "Idrocarbonati con la composizione generale A+mB2+n(XO3)p • x(H2O), il rapporto (m+n):p = 1:1 e con U, Th, Zr, Y", dove è l'unico membro del gruppo senza nome 15.03.02.

## Abito cristallino
La liebigite cristallizza nel sistema ortorombico nel gruppo spaziale Bbe2 (gruppo nº 41, posizione 2) con i parametri reticolari a = 16,70 Å, b = 17,56 Å, c = 13,70 Å e 8 unità di formula per cella unitaria.
La struttura cristallina di liebigite è costituita da gruppi [UO2|(CO3)3]4-– collegati tra loro tramite poliedri CaO4(H2O)4. Da un lato, queste connessioni formano catene a zig-zag parallele all'asse {\displaystyle c} [001] e catene rettilinee parallele all'asse {\displaystyle a} [100]. Il risultato sono strati "rugosi" paralleli alla superficie {010} o perpendicolari all'asse {\displaystyle b}.

## Proprietà
Il minerale è radioattivo a causa del suo contenuto di uranio fino al 32,7%. Tenendo conto delle proporzioni degli elementi radioattivi nella formula molecolare idealizzata e dei successivi decadimenti della serie di decadimento naturale, viene data un'attività specifica di circa 58,5 kBq/g per il minerale (per confronto, il potassio naturale possiede un'attività specifica pari a 0,0312 kBq/g). Il valore citato può variare in modo significativo a seconda del contenuto minerale e della composizione degli stadi, ed è anche possibile l'arricchimento selettivo o l'arricchimento dei prodotti di decadimento radioattivo che modificano l'attività.
Sotto la luce ultravioletta a onde corte e lunghe, la liebigite mostra una fluorescenza blu-verde che è stata studiata in modo più dettagliato su materiale sintetico.

## Origine e giacitura
La liebigite si forma solitamente come minerale secondario per alterazione dell'uraninite in presenza di soluzioni carbonatiche alcaline. Oltre all'uraninite, i minerali di accompagnamento sono altri minerali di uranio come autunite, bayleyite, carnotite, schröckingerite, tyuyamunite, uranofane, uranofane-beta, ma anche gesso e calcite.
Essendo una formazione minerale rara, la liebigite è stata rilevata solo in pochi luoghi in tutto il mondo, sebbene finora siano stati documentati circa 90 siti (a partire dal 2019). La sua località tipo Edirne è l'unica località in Turchia.
In Italia la liebigite è stata trovata in Valdaone (Trentino-Alto Adige) presso l'omonima miniera.
In Germania, la liebigite è stata trovata, tra l'altro, nel tunnel di Kirchheim della miniera di uranio di Müllenbach vicino a Baden-Baden nel Baden-Württemberg; nella cava di Fuchs sull'Hartkoppe presso Sailauf (Hösbach), nella cava di quarzo vicino ad Altrandsberg nel comune di Miltach e nei pozzi di Höhenstein e Wäldel del giacimento di uranio di Mähring in Baviera; nei pressi di Lutherstadt Eisleben in Sassonia-Anhalt; in diverse località nei pressi di Schneeberg e Johanngeorgenstadt in Sassonia, nonché a Beerwalde/Löbichau e Schmirchau vicino al giacimento di uranio di Ronneburg in Turingia.
In Austria, il minerale è stato trovato, tra l'altro, nel materiale di scavo del bacino idrico di Kölnbrein delle centrali elettriche di Malta in Carinzia, nel Tunnel ferroviario dei Tauri nell'Anlauftal, nel casinò termale vicino a Bad Gastein e nel tunnel Bockhart vicino a Siglitz nella Gasteinertal nel Salisburghese.
Diverse altre località sono sparse in tutto il mondo.

## Forma in cui si presenta in natura
La liebigite di solito sviluppa aggregati minerali frondosi o granulari e rivestimenti crostosi, ma raramente anche cristalli da tabulari a prismatici corti di dimensioni fino a 5 mm e di colore giallo-verde. I cristalli sono da trasparenti a traslucidi e mostrano una lucentezza simile al vetro sulle superfici dei cristalli.